# Corrente della Groenlandia orientale

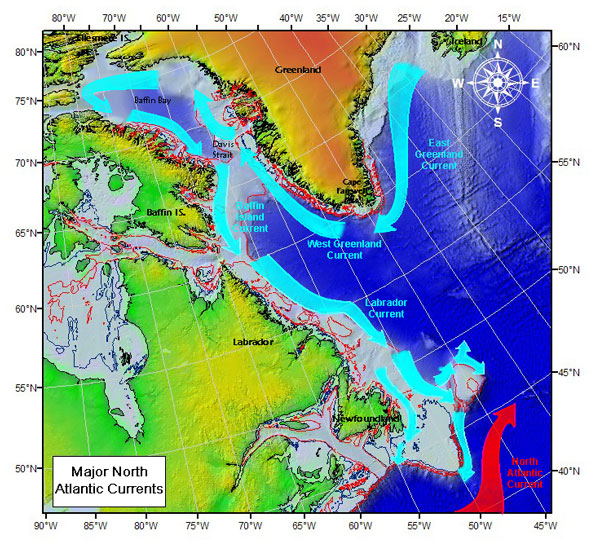
Le principali correnti della Groenlandia

La corrente della Groenlandia orientale (abbreviata in EGC dall'acronimo dell'inglese East Greenland Current) è una corrente oceanica fredda e a bassa salinità che fluisce in direzione sud lungo le coste della Groenlandia tra lo stretto di Fram (~80N) e Capo Farvel (~60N).

## Caratteristiche
La corrente scorre attraverso i mari del Nord (Mare di Groenlandia e Mare di Norvegia) e lo stretto di Danimarca.
Mette in comunicazione il Mare Glaciale Artico con l'Oceano Atlantico settentrionale e fornisce il maggior contributo al trasporto del ghiaccio della banchisa polare al di fuori dell'Artico.
La fredda acqua della corrente della Groenlandia orientale scorre verso sud attraverso la parte occidentale dello stretto di Fram, mentre la corrente di Spitsbergen ovest convoglia acqua relativamente calda e salina dall'Oceano Atlantico all'interno del Mar Glaciale Artico attraverso la parte orientale dello stretto di Fram.
Il flusso incrociato delle calde acque della corrente di Spitsbergen ovest e di quelle fredde della corrente della Groenlandia orientale, rende lo stretto di Fram il punto più settentrionale dell'oceano con acque libere dai ghiacci durante l'intero corso dell'anno.